# Min i Bill
Min i Bill (ang. Min and Bill, 1930) – amerykański komediodramat w reżyserii George'a W. Hilla, będący adaptacją powieści Lorny Moon Dark Star. Został zrealizowany w erze Pre-Code.
Za rolę w tym filmie, aktorka Marie Dressler otrzymała Oscara dla najlepszej aktorki pierwszoplanowej.

## Obsada
- Marie Dressler jako Min Divot
- Wallace Beery jako Bill, rybak
- Dorothy Jordan jako Nancy Smith
- Marjorie Rambeau jako Bella Pringle
- Donald Dillaway jako Dick Cameron
- DeWitt Jennings jako Pan Groot
- Russell Hopton jako Alec Johnson
- Frank McGlynn jako Pan Southard
- Gretta Gould jako Pani Southard

i inni